# 博费特
博费特是巴西圣保罗州的一个市镇。总面积653.36平方公里，总人口8554人，人口密度13.1人/平方公里。